# Hamid Arif
Pour les articles homonymes, voir Arif.
Hamid Arif, né le 13 septembre 1977 à Pont-à-Mousson, est un joueur marocain de rugby à XV, qui joue en équipe du Maroc de rugby à XV et en club au poste de troisième ligne (1,90 m pour 110 kg) au FC Auch Gers en Fédérale 1.

## Carrière en club
- RC Chalon (Fédérale 1)
- FC Auch Gers (Pro D2) 2004-2008
- BlagnacSCR (Fédérale 1) 2010-2012
- FC Auch Gers (Fédérale 1) 2014-...

## Palmarès
Avec le FC Auch
- Championnat de France de Pro D2 :
  - Champion (2) : 2004 et 2007
- Bouclier européen :
  - Vainqueur (1) : 2005[1]